# Організація потоків повітряного руху
Організація потоків повітряного руху (ОППР) — це регулювання потоків повітряного руху з метою уникнення перевантаження пропускної спроможності аеропорту або системи керування повітряним рухом, а також для забезпечення найефективнішого використання наявних ресурсів.
Організація потоків повітряного руху в Україні здійснюється відповідно до «Правил організації потоків повітряного руху».
Україна повністю інтегрована в зону відповідальності Центрального органу організації потоків повітряного руху Євроконтролю (CFMU) та бере участь на стратегічному, передтактичному та тактичному етапах планування потоків повітряного руху в повітряному просторі Європейського регіону.
Процедури організації потоків повітряного руху використовуються для організації безпечного, впорядкованого та прискореного потоку повітряного руху й забезпечення максимального використання пропускної спроможності системи управління повітряним рухом відповідно до міжнародних стандартів та рекомендованої практики ІСАО.
Процедури організації потоків повітряного руху (ATFM) в Україні забезпечуються органом CFMU за підтримки FMP, розташованих у кожному РДЦ, та застосовуються для:
- максимального використання визначеної пропускної спроможності;
- запобігання перевантаженню органів диспетчерського ОПР (органів УПР) та дотримання відповідності інтенсивності потоку повітряного руху пропускній спроможності системи УПР;
- оптимізації потоку повітряного руху;
- надання інформації щодо ATFM експлуатантам ПС для ефективного планування польотів.